# Fletcher D. Proctor

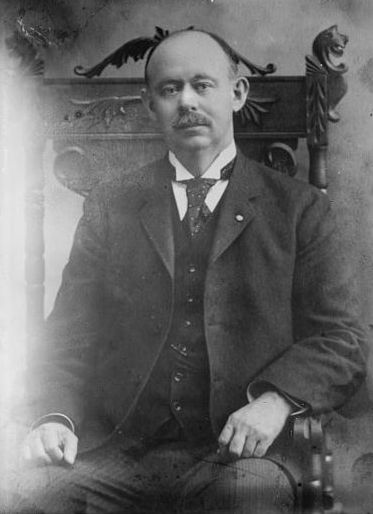
Fletcher D. Proctor

Fletcher Dutton Proctor (* 7. November 1860 in Cavendish, Vermont; † 27. September 1911 in Proctor, Vermont) war ein US-amerikanischer Politiker und von 1906 bis 1908 Gouverneur des Bundesstaates Vermont.

## Frühe Jahre und politischer Aufstieg
Fletcher Proctor war Mitglied einer prominenten Politikerfamilie in Vermont. Sowohl sein Vater Redfield als auch sein Sohn Mortimer und sein Bruder Redfield Jr. waren Gouverneure von Vermont. Fletcher besuchte bis 1882 das Amherst College. Danach stieg er in die Unternehmen seiner Familie ein. Seit 1889 bis zu seinem Tod war er Präsident der Vermont-Marble-Gesellschaft. Proctor wurde auch Präsident einiger Eisenbahngesellschaften, darüber hinaus war er auch im Telegraphen- und Versicherungswesen in führenden Positionen tätig. Zwischen 1884 und 1887 war er zusätzlich noch Mitglied der Nationalgarde von Vermont.
Wie die anderen Gouverneure aus seiner Familie wurde auch Fletcher Mitglied der Republikanischen Partei. Nachdem er zunächst einige lokale Ämter ausgeübt hatte, gehörte er zwischen 1886 und 1888 dem Beraterstab von Gouverneur Ebenezer J. Ormsbee an. Zwischen 1890 und 1892 war er Abgeordneter im Repräsentantenhaus von Vermont und amtierte als dessen Präsident. Zwischen 1892 und 1893 gehörte Proctor dem Staatssenat an und von 1904 bis 1905 war er nochmals im Repräsentantenhaus.

## Gouverneur von Vermont und weiterer Lebenslauf
Im Jahr 1906 wurde Fletcher Proctor als Kandidat seiner Partei zum Gouverneur seines Staates gewählt. In seiner zweijährigen Amtszeit betrieb er eine Schul- und Gefängnisreform und reorganisierte den Eisenbahnausschuss. Im Unterschied zu seinem Vater war Fletcher Proctor weniger sparsam mit den Haushaltsmitteln des Staates. Seine Philosophie lautete, der Staat habe wichtigere Aufgaben als billig zu leben. Nach dem Ende seiner Amtszeit am 8. Oktober 1908 widmete sich Proctor wieder seinen geschäftlichen Interessen. Er starb überraschend im September 1911. Mit seiner Frau Minnie E. Robinson hatte er drei Kinder.